# Abbottina
Abbottina là một chi cá vây tia thuộc họ Cá chép. Các loài thuộc chi này có nguồn gốc từ Đông Á (Trung Quốc, Triều Tiên, Nhật Bản và Việt Nam). Chi này được đặt tên theo nhà động vật học người Mỹ James Fisher Abbott, người từng theo học tại Đại học Stanford và sau này là giáo sư tiếng Anh tại Học viện Hải quân Đế quốc Nhật Bản và động vật học tại Đại học Washington tại St. Louis.

## Loài
Hiện tại có 5 loài được công nhận thuộc chi này:
- Abbottina binhi Nguyễn, 2001[2]
- Abbottina lalinensis Huang & Li, 1995
- Abbottina liaoningensis K. J. Qin, 1987
- Abbottina obtusirostris (H. W. Wu & Ki. Fu. Wang, 1931)
- Abbottina rivularis (Basilewsky, 1855) - Chinese false gudgeon